# 極超音速輸送機

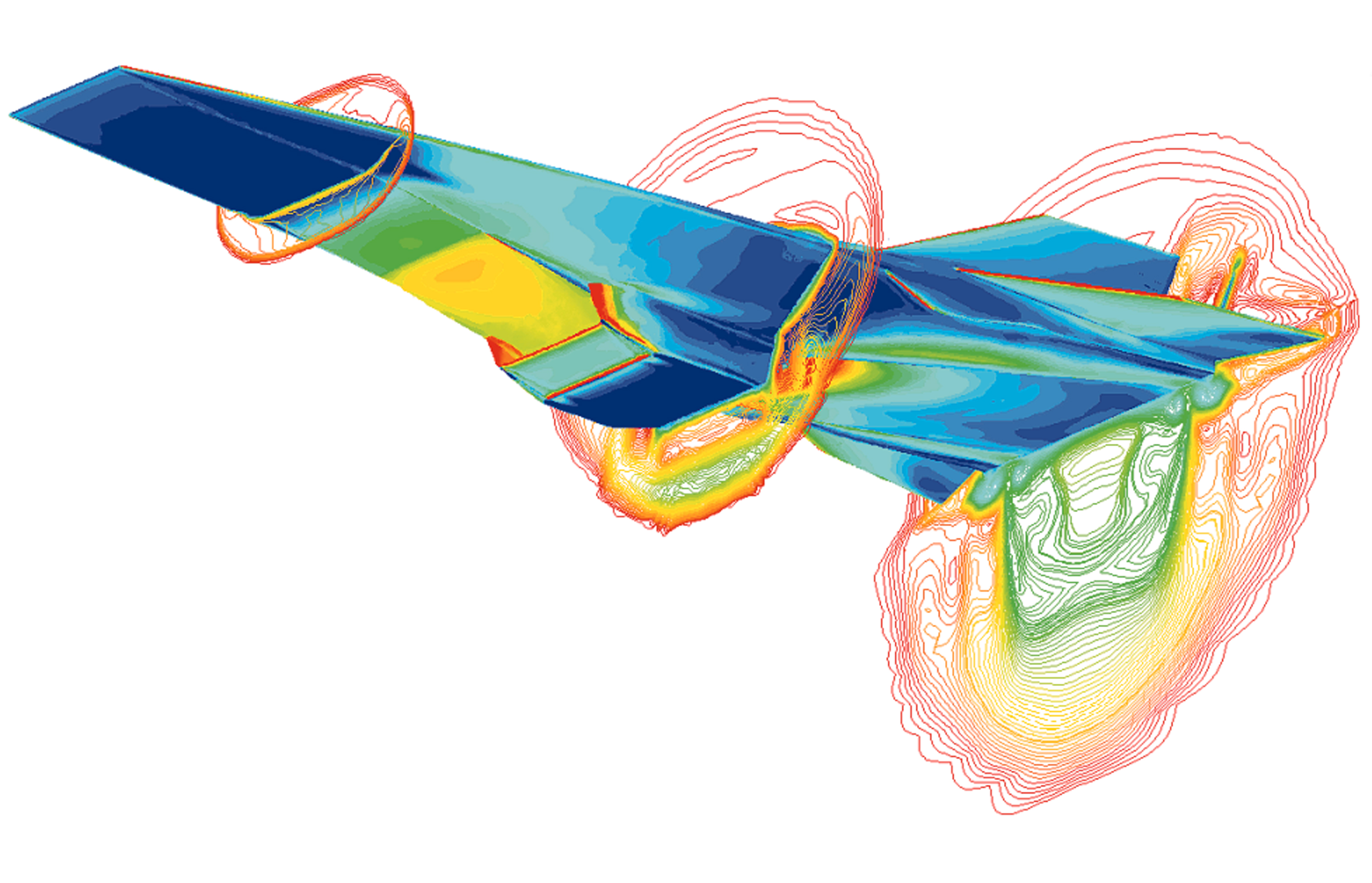
マッハ7でのX-43A実験機

極超音速輸送機（ごくちょうおんそくゆそうき、英語: Hypersonic transports; HST）とは、未来技術の1つとして構想されている旅客機であり、2018年現在、日本・アメリカ・EUがそれぞれ独自に研究開発を進めている。その高速性から宇宙航空の分野に分類され、日本ではJAXAが開発を進めている。

## 概要
マッハ5程度の極超音速で飛行し、大陸間の洋上を移動する交通手段で実用化された場合、東京からニューヨークまで2時間程度で到達することが可能になる。2020年から2030年までの間に実用化されると予測されている。
空気抵抗を減らすために超音速輸送機よりさらに高い高度25kmを飛行するため、ソニックブームの地上への影響が小さくなることが考えられ、検証段階ではあるものの大陸上を飛行するルートも考えられている。その場合、アメリカ東海岸や欧州に3時間程度で到達する。
また、飛行高度・速度の面から宇宙観光用のスペースプレーンや、地球周回軌道に小型衛星を投入する宇宙輸送機としての発展も見込まれており、JAXAでは機体技術とエンジン技術の研究を進めている。

## 設計
極超音速飛行時には上から見た面積に比例して揚力が発生し、正面から見た面積に比例して空気抵抗が発生する傾向にあるため、胴体の高さよりも幅を大きくとることで、胴体でも揚力を発生させる構造がとられる。
また、液化しても体積の大きい水素が燃料となるため、機首部分の幅も広くとられておりコンコルドのような鋭い機首ではない。

## 計画
- ブラックスター
- スカイロン
- HyShot
- ツポレフ Tu-2000
- リアクションエンジンズ A2
- LAPCAT
- X-30
- X-37
- X-43
- X-51
- HOTOL
- シルバーダート
- DC-3
- アイシングラス計画
- DARPA FALCON計画